# Brixen im Thale
Brixen im Thale es un municipio del Brixental (Valle de Brixen) en el Tirol, Austria, en el distrito de Kitzbühel. Sus coordenadas son 47°27′N 12°15′E / 47.450, 12.250, y tenía una población de 2.574 habitantes en 2001. Ocupa un área de 31,37 km². Con una elevación de 794 m sobre el nivel del mar, Brixen está situada en el punto más alto del Brixental.